# Evonne Hsu
Evonne Hsu Hui Xin (cinese tradizionale: 許慧欣; cinese semplificato: 许慧欣; pinyin: Xǔ Huìxīn; Longview, 5 dicembre 1979) è una cantante statunitense.

## Carriera
Come cantante pop cinese americana, ha vinto diversi premi ai Golden Melody Awards. Ha pubblicato il suo primo album, To be happy, nel 2002.
Fino ad oggi, Evonne ha pubblicato nove album. Ha anche scritto un libro: eVonne的自然反應.
Nel suo sesto album è presente la canzone di successo Poem Water Snake Mountain Temple, scritta da Jay Chou.
Hsu appartiene alla compagnia manageriale Wingman, il cui presidente è il membro fondatore dei 5566 Rio Peng. Altri artisti sotto la medesima compagnia sono W畊宏, Kone, Ivy (許嘉凌, la sorella di eVonne), Alicia (潘瑋儀), Vivi (夏如芝), Niki, 無限 (Freddy and Teddy), Wing, Style (浩偉 e 宏霖) e 育緯. Il 23 gennaio 2007, la cantante ha pubblicato il suo secondo libro "琴迷威尼斯情歌精選樂譜書" (Spartiti musicali di canzoni d'amore di Venezia con accompagnamento del qin), e il 14 febbraio dello stesso anno la Wingman family (l'insieme di cantanti sotto la compagnia) ha pubblicato il suo primo album, dal titolo 翼之星 Wingman 2007. Nell'album, eVonne canta nella canzone 星之翼 (Ali di stella). Un'altra canzone presente nell'album, "給我音樂" (Dammi la musica), è stata cantata completamente da eVonne ed è stata una hit passata dalle stazioni radio. La cantante ha girato una commedia in Cina dal titolo "大胃王", insieme al famoso attore cinese 潘長江. Le riprese sono iniziate l'8 giugno 2007.
Il 7 luglio 2007, la Hsu si è esibita nella parte cinese del maxi concerto Live Earth, a Shanghai.

## Discografia

### Album
1. To Be Happy (快樂為主) (3 gennaio 2002)
2. Lonely Ballet (孤單芭蕾) (20 settembre 2002)
3. Beautiful Love (美麗的愛情) (8 luglio 2003)
4. Happiness (幸福) (Giugno 2004)
5. Chosen One (萬中選一) (15 novembre 2005)
6. Mystery (謎) (6 ottobre 2006)
7. Wingman 2007 (翼之星) (14 febbraio 2007)
8. Evonne Memory (欣的記憶) (11 luglio 2008)
9. Love Over (愛‧極限) (22 maggio 2009)

### Colonne sonore
1. Love Train Original Soundtrack (心動列車)
2. Snow.Wolf.Lake Original Soundtrack (雪狼湖]語版原聲帶) (2005)

## Premi
1. 2001/2002 TVB8 - Premio come "Nuova artista donna più popolare" [2001/2002TVB8 金曲榜最佳女新人獎]
2. 2002 MTV Top 20 - "Artista più ricercata" (Taiwan)[第二第三屆MTV封神榜音樂獎封神榜TOP20人氣歌手]
3. 2002 HITO Awards - Premio come "Miglior cantante donna" [2002年度HITO聲猛新人獎猛聲女聲]
4. 2002 HITO - Premio "Amichevolezza" [2002年度HITO友好獎]
5. 2002 Shing-chen Chinese radio - "Miglior nuova artista donna" [新城國語力2002新勢力女歌手]
6. 2003 GMA (Malaysia) - Premio come "Miglior nuova artista" [第三屆金曲紅人頒獎禮最收歡迎紅人新人獎]
7. 2002/03 Golden Melody Awards (Taiwan) - Premio come "Miglior nuova artista (pop)" [第十四金曲獎流行音樂類最佳新人獎]
8. 2002/03 Channel V - Singolo nella Top 50 dei migliori dell'anno, e nomination come "Nuova artista più popolare" [第九屆全球華語音樂榜中榜最受歡迎TOP50,入圍最受歡迎新人]
9. 2003 G-Music Platinum Music Awards [g-music 風雲榜白金音樂獎]
10. 2003 TVB8 Music Award [2003tvb8金曲榜金曲獎]
11. 2003 MTV Style Awards - Premio per lo stile come "Miglior nuova artista donna" [2003港台最具風格女新人獎]
12. 2004 TVB8 Music Award [2004tvb8金曲榜第四季季選]
13. 2004 MTV (Taiwan) - nella Top 20 dei migliori artisti dell'anno [第三屆MTV封神榜音樂獎封神榜TOP20人氣歌手]
14. 2004 Canton radio/tv Awards - "Miglior artista compositrice donna" (Taiwan) [2004音樂先鋒榜 台灣最佳創作女歌手獎]